# قلعه سراج
قلعه سراج دژی تاریخی است که در جنوب استان لغمان افغانستان قرار دارد. این قلعه توسط امیر حبیب‌الله در سال ۱۲۸۷ ه.ش. ساخته شد و بر اثر جنگ‌های داخلی بخش‌های زیادی از آن تخریب شد. در سال ۱۳۹۶ بازسازی قلعه آغاز شد.
1. ↑  «بازسازی قصر و مسجد قلعه سراج لغمان آغاز شد». خبرگزاری صدای افغان. دریافت‌شده در ۱۷ مارس ۲۰۱۹.